# Locomotiva FS 293
Le locomotive Gruppo 293 sono state un effimero gruppo di locomotive a vapore con tender, di fabbricazione inglese acquisite, all'inizio del secondo dopoguerra, dalle Ferrovie dello Stato.

## Storia
Il gruppo di 6 locomotive proveniva dal parco rotabili della compagnia ferroviaria inglese Great Western Railway (GWR) dove era immatricolato nella GWR 2301 Class; erano soprannominate Dean goods in quanto progettate da William Dean e costruite da Swindon railway works in numero di 260 unità per treni merci tra il 1883 e il 1899. Il gruppo requisito dal War Department era stato sbarcato in Tunisia e successivamente, nel 1943, in Italia in seguito all'occupazione alleata. Venne acquisito, nel 1946 in seguito alla ricostituzione delle FS, in conseguenza del fatto che occorreva sopperire alla carenza di locomotive efficienti nonostante si trattasse di macchine obsolete; erano infatti di costruzione 1895-1896. Le locomotive erano: 2521, 2463, 2548, 2545, 2478 e 2451 e vennero dislocate nei depositi locomotive di Ancona e Rimini. Le FS radiarono le locomotive già nella metà degli anni cinquanta.
Le locomotive, forse a motivo della loro costruzione semplice e robusta vennero utilizzate in ambedue le guerre mondiali dal Dipartimento della guerra inglese. Nel 1917 62 unità furono inviate in Francia; a fine guerra, nel 1919, 46 ritornarono in Inghilterra mentre, delle 16 che erano state mandate a Salonicco all'inizio del 1918, due, la 2308 e la 2542, vennero vendute alle Ferrovie ottomane e rinumerate 110 e 111. Allo scoppio della seconda guerra mondiale, il Dipartimento della Guerra requisì 100 unità GWR e le dotò di freni Westinghouse. 79 locomotive vennero sbarcate in Francia ma, in seguito all'invasione tedesca della Francia, alcune vennero distrutte nella ritirata di Dunkerque mentre il resto fu utilizzato, dalle forze di occupazione tedesche, nelle ferrovie francesi. Nel dicembre del 1940 il Dipartimento della Guerra ne requisì ulteriori 8 unità.
Finito il conflitto una ventina di queste unità vennero inviate in Cina come aiuti UNRRA mentre 30, restituite alla Gran Bretagna, ma non idonee al servizio, furono demolite. Una locomotiva, la 2516 restaurata è esposta allo Swindon Steam Railway Museum.

## Caratteristiche tecniche
Le locomotive era di classica impostazione inglese, di forma piuttosto tozza e compatta. Il motore a 2 cilindri a semplice espansione azionava i 3 assi motori accoppiati. La distribuzione era Stephenson a cassetto. Le ruote piuttosto grandi per una locomotiva merci erano coperte da copriruota nella parte superiore. La cabina di guida era piuttosto un semplice riparo, in quanto fornita di un esiguo tettuccio, per il personale di condotta.